# Jeff Stans
Jeff Stans, né le 20 mars 1990 à Flardingue, est un footballeur néerlandais. Il évolue au poste de milieu offensif avant de se reconvertir entraîneur.

## Palmarès
- Champion des Pays-Bas de deuxième division en 2011 avec le RKC Waalwijk